# Crveni križ Federacije BiH

## Crveni križ Federacije Bosne i Hercegovine

### Prve pojave Crvenog križa/krsta u BiH
Prve pojave organiziranog humanitarnog djelovanja u Bosni i Hercegovini javljaju se još u vrijeme balkanskih ratova, dakle 1912. i 1913. godine kada je formirano „Bosanskohercegovačko društvo za pomoć i sanitarnu njegu u ratu i u slučaju opće nevolje u mirno doba“, čiji su ciljevi bili identični općim ciljevima Crvenog križa/krsta. 
Međunarodnim priznanjem Republike Bosne i Hercegovine, kao neovisne i suverene države, 8. travnja 1992. godine, Uredbom predsjednika Predsjedništva BiH, Alije Izetbegovića, a kasnije Zakonom o položaju i ovlaštenjima Crvenog krsta/križa BiH, Crveni križ/krst BiH priznaje se od Republike Bosne i Hercegovine kao njen pomoćni organ u oblasti humanitarnog rada i samostalna humanitarna organizacija koja nastavlja svoje djelovanje izvršavajući ciljeve i zadatke prije svega u oblasti zbrinjavanja velikog broja protjeranih, izbjeglih i siromašnih građana Bosne i Hercegovine.  
Prva Izborna Skupština Crvenog križa Federacije BiH održana je 18. listopada 1997. godine u Sarajevu, te od tada organizacija Crvenog križa Federacije BiH ima uzlaznu putanju kako u svom organizacionom tako i operativnom radu. Programski ciljevi i zadaci ove organizacije realiziraju se uz učešće oko 2000 stalnih i oko 5000 povremenih volontera, te preko 140 stalno zaposlenih u strukturi Crveng križa Federacije BiH koju čini 10 kantonalnih organizacija, 5 gradskih i 74 organizacije Crvenog križa općina, te glavni ured Crvenog križa Federacije BiH. 
Crveni križ Federacije BiH snažno je podupirao uspostavu Društva Crvenog krsta/križa BiH, koje je nakon priznanja od Vijeća ministara BiH formirano 15. prosinca 2000. godine. Naredne, 2001. godine priznato je od strane Međunarodnog komiteta Crvenog krsta/križa (ICRC) i Međunarodne federacije društava Crvenog križa i Crvenog polumjeseca (IFRC) kao 177. članica Međunarodnog pokreta.  

#### Zakon o Crvenom križu FBiH
Zakonom o Crvenom križu Federacije BiH («Sl. novine FBiH», broj 28/06), Crveni križ je prepoznat kao humanitarna, dobrovoljna organizacija od posebnog društvenog interesa za Federaciju Bosne i Hercegovine, koja djeluje u sastavu Društva Crvenog križa/krsta Bosne i Hercegovine, na temelju misije i načela Međunarodnog pokreta Crvenog križa i Crvenog polumjeseca i Ženevskih konvencija i uživa posebnu zaštitu i skrb organa i tijela Federacije, kantona, grada i općine. 
Statutom Crvenog križa Federacije BiH su definisani opći ciljevi Crvenog križa Federacije BiH: 
- 1.	ublažavanje ljudskih patnji, a posebno onih izazvanih oružanim sukobima, velikim prirodnim nepogodama, drugim masovnim nesrećama, katastrofama i oružanim sukobima;
- 2.	podizanje zdravstvene kulture stanovništva, u skladu sa Zakonom o Crvenom križu FBiH;
- 3.	podsticanje, unapređenje i propagiranje socijalne sigurnosti građana, solidarnost i propagiranje međusobnog pomaganja;
- 4.	unapređenje i propagiranje načela Međunarodnog pokreta Crvenog križa i Crvenog polumjeseca, kao i međunarodnog humanitarnog prava, među stanovništvom, te načela ljudskih i dječjih prava;
- 5.	propagiranje i unapređenje ideala mira, uzajamnog poštovanja i razumijevanja među svim ljudima i narodima;
- 6.	praćenje i koordinacija aktivnosti organizacija Crvenog križa iz člana 2. stav 3. Zakona o Crvenom križu FBiH.

## Program djelovanja
Crveni križ Federacije BiH svoje djelovanje u zajednici temelji na tradicionalnim programskim aktivnostima Crvenog križa, ali i na aktivnostima iz posebnih programa uvedenih na osnovu potreba postratne BiH i problema s kojima se susreće naše društvo u procesu tranzicije. Pored Službe traženja, te programa socijalno-humanitarne djelatnosti, zdravstvene djelatnosti, pripravnost i odgovor na prirodne i druge nesreće i diseminacije kao tradicionalnih programa Međunarodnog pokreta Crvenog križa i Crvenog polumjeseca u cijelom svijetu, Crveni križ FBiH realizira i programe upozoravanje na opasnost od mina i program kretanja stanovništva. 
Zakonom o krvi i krvnim sastojcima/pripravcima («Sl. novine FBiH», broj 09/10) Federalni zavod i transfuzijski centri, u suradnji s Crvenim križom/krstom Federacije Bosne i Hercegovine i kantona utvrđuju godišnji plan akcija dobrovoljnog darivanja krvi za svaku kalendarsku godinu. U cilju uspješnog realiziranja godišnjeg plana akcija dobrovoljnog darivanja krvi Federalni zavod, transfuzijski centri i Crveni krst/križ Federacije Bosne i Hercegovine i kantona djeluju jedinstveno. Crveni križ Federacije BiH svim dobrovoljnim darivateljima krvi dodjeljuje posebna godišnja priznanja u povodu Svjetskog dana dobrovoljnih darivalaca krvi.  
Značajnu ulogu u radu Crvenog križa Federacije BiH imaju mladi volonteri koji su organizirani kroz strukturu mladih Crvenog križa Federacije BiH čije organizovanje i djelovanje je preciznije definisano Pravilima o organizovanju i djelovanju mladih Crvenog križa Federacije BiH. 
Službena stranica Crvenog križa Federacije BiH: www.ckfbih.ba